# Elisabethiella articulata
Elisabethiella articulata är en stekelart som först beskrevs av Joseph 1959.  Elisabethiella articulata ingår i släktet Elisabethiella och familjen fikonsteklar. Inga underarter finns listade i Catalogue of Life.